# Бернс, Эндрю (футболист)
Эндрю Бернс (англ. Andrew Burns; 29 мая 1992, Банбридж, Даун) — североирландский футбольный защитник, игрок «Баллимена Юнайтед».

## Карьера
Эндрю начал заниматься футболом в 7 лет вместе со своим братом-близнецом Аароном в юношеской команде клуба «Банбридж Таун». Когда братьям было по 16 лет, они заключили профессиональные контракты с английским клубом «Лестер Сити», но вскоре вернулись в Северную Ирландию, присоединившись к столичному «Линфилду». Оба брата — левши, оба играют на левом фланге (Аарон — в полузащите, Эндрю — в защите), однако Аарон — «левоногий» футболист, а Эндрю — «правоногий».
Во взрослом футболе Эндрю дебютировал в сезоне 2011/12 в составе «Портадауна», клуб тогда финишировал вторым в чемпионате. 19 июля 2012 года он провёл свой единственный еврокубковый матч, выйдя на поле на 79-й минуте гостевой встречи квалификации Лиги Европы с хорватским «Славеном Белупо», проигранной со счётом 6:0.
С сезона 2013/14 выступает за «Данганнон Свифтс», с которым дважды становился обладателем Кубка Мид-Ольстера.

## Вне поля
Братья имеют собственную Футбольную школу Бернсов, которая сотрудничает с академиями «Линфилда» и «Портадауна».

## Достижения

### Командные
Как игрока «Портадауна»:
- Чемпионат Северной Ирландии:
  - Второе место: 2011/12

Как игрока «Портадауна»:
- Кубок Мид-Ольстера:
  - Победитель: 2013/14, 2014/15